# سلمى الماجدي
سلمى الماجدي هي أول مدربة كرة قدم لفريق رجال في السودان. حاصلة على شهادة في المحاسبة ودراسات الإدارة من كلية النصر التقنية.

## الميلاد
ولدت سلمى الماجدي في أم درمان، التي تضم أكبر ناديين في السودان، هما الهلال والمريخ.

## أول مدربة كرة قدم
بدأت رحلة الماجدي مع  كرة القدم في مدرسة نادي الهلال بأم درمان،  عندما كانت  في الثالثة عشرة من عمرها. وهي إمراة أول مدربة كرة قدم رجال في أفريقيا والشرق الأوسط. والثانية عالميا بعد البرتغالية هيلينا كوستا

## مسيرتها كمدربة
حلمت المجيدي بأن تكون مدربا معظم حياتها. ذهبت أولاً إلى ملعب لكرة القدم لمشاهدة  تدريب أخيها الصغير في سن 11 عامًا. لاحظت عقليا نصائح المدرب لشقيقها الأصغر.
حازت الماجدي التي تتحدر من عائلة تقليدية محافظة، على رخصة تدريب من الفئة «باء» من قبل الاتحاد الأفريقي لكرة القدم (كاف)، تتيح لها تدريب أي نادٍ من الفئة الأولى في أي بلد أفريقي. في يوليو 2018 خاطب الاتحاد الدولي لكرة القدم (الفيفا) اتحاد كرة القدم السوداني بتأهيل الماجدي لتكون واختيارها ليتم لتأهيلها كي تصبح مدربة بمواصفات مميزة.

## الجوائز
تم اختيار الماجدي من قبل  هيئة الإذاعة البريطانية «بي بي سي» عام 2015 ضمن لائحة «أكثر 100 امرأة تأثيرا» في العالم، وهي تولت تدريب فرق النصر، النهضة، النيل حلفا، والموردة، التي تلعب ضمن دوري الدرجة الثانية السوداني.
في شهر أغسطس/آب  2016 دخلت سلمى الماجدي تاريخ الريادة في كرة القدم السودانية كونها أول سيدة تحصل على شهادة المحاضر كمدربة لكرة القدم، وذلك من خلال مشاركتها في كورس لمدربات كرة القدم نظمه الاتحاد الأفريقي لكرة القدم «كاف» بالعاصمة الكاميرونية ياوندي.

## قصه كفاح وكسر للقيود الاجتماعية
«حب كرة القدم، وحياتي تدور حولها» هذا كان رد الماجدي عندما وسُئلت عن كيف أصبحت مدربة فرق قدم رجالي. مضيفا أنها دائما كانت شغوفة بكرة القدم والتدريب تحديداً.